# Salvien de Marseille
Salvien (en latin : Salvianus) est un auteur latin chrétien du Ve siècle, né vers 400 sans doute à Trèves et mort vers 470 à Marseille. C'est un saint de l'église catholique, fêté le 24 Juillet, fête locale.

## Vie

### Origine
Salvien est originaire du nord-est de la Gaule, probablement de Trèves ou de Cologne, dont il décrit avec émotion la destruction en 440.
Son excellente éducation lui permet de devenir un rhéteur apprécié et un fin lettré. À une date inconnue il se marie et s'installe dans le sud-est de la Gaule. Avec sa femme Palladia il a un enfant.

### Conversion à l'ascétisme
C'est alors qu'il se convertit à l'ascétisme avec sa femme, avec pour conséquence la rupture avec ses beaux-parents. Il fait un séjour auprès d'Honorat d'Arles (saint Honorat) en 427, au moment où celui-ci devient évêque d'Arles. Hilaire d'Arles note qu'il était l'un de ses plus chers compagnons.
Il participe à l'éducation de Salonius, le fils de son ami Eucher. Il devient prêtre en 430.
Il termine sa vie à Marseille où il décède probablement après 470, « perit ridendo » (il meurt en se riant).

## Œuvre
Bien que l'auteur du De uiris illustribus, Gennade de Marseille, indique qu'il fut prolifique, il ne nous reste de lui que deux œuvres et neuf lettres.

### De gubernatione Dei
La première œuvre est le De gubernatione Dei (« Le Gouvernement de Dieu »), où il cherche à expliquer la crise de l'Empire romain, en butte aux attaques barbares, par un « plan universel de Dieu » qui punirait la décadence morale des Romains (en Gaule et en Afrique en particulier) et récompenserait la pureté morale des Barbares païens, qui paradoxalement deviennent des modèles pour les Romains chrétiens : « Dieu ne quitte pas le gouvernail, il dirige toujours le bateau ».
En résumé, la misère du monde romain est entièrement due à la négligence des commandements de Dieu et aux terribles péchés de chaque classe de la société : les esclaves sont voleurs, fugueurs, buveurs de vin et gloutons, mais les riches sont pires et c'est leur dureté et leur cupidité qui poussent les pauvres à rejoindre les bagaudes et à se réfugier auprès des envahisseurs barbares. Partout, les impôts accablent les pauvres et épargnent les riches. Les villes sont laissées en proie à la débauche et aux divertissements, et l'on continue à adorer les anciens dieux. Pour tout cela, il est juste que Dieu réagisse et punisse le monde romain corrompu, et accorde l'héritage de l'Empire en récompense à la chasteté des Vandales, la piété des Goths, aux vertus plus rudes des Francs, des Saxons et des autres tribus, pourtant ariennes, hérétiques ou incroyantes.
Cette position est construite en opposition radicale à la Cité de Dieu de saint Augustin et aux chrétiens d'Afrique qu'il malmène copieusement, dans la tradition très indépendante du christianisme provençal à l'égard de l'évêque de Rome, depuis saint Honorat jusqu'à Jean Cassien, qui situe toujours l'évêque d'Arles et les abbés du monastère de Lérins en relation directe avec le patriarcat de Constantinople, puisque la liturgie y est donnée en grec jusqu'à une date très tardive. 
Cette étroite relation est illustrée par le légendaire provençal qui fait de saint Honorat un fils de l'empereur de Byzance, Andronicus.

### Ad Ecclesiam
La seconde œuvre est le traité Ad Ecclesiam ou Livre de Timothée à l'Église. Il y dénonce l'avarice et la cupidité des chrétiens et l'organisation économique de la cité. Il y invite les fidèles à léguer leurs biens à l'Église.
Certains passages encouragent les parents à ne rien léguer à leurs enfants : il vaut mieux que les enfants apprennent le besoin plutôt que les parents la damnation. L'abnégation absolue des prêtres, moines et religieuses est le modèle unique en ce monde.

### Autres
Nous sont, enfin, parvenues neuf lettres, qui apportent des renseignements d'ordre biographique, notamment sur ses amitiés.

## Bibliographique

### Éditions
- Les œuvres de Salvian, évesque de Marseille, traduites par le P. Pierre Gorse, livre 3, chap. 7, Paris : chez Gaspar Metvras, 1655, (lisible en ligne)
- Pauly (F.), Corpus Scriptorum Ecclesiasticorum Latinorum, vol. 8, Vienne, 1883.
- Salvien de Marseille, Œuvres, vol. 1, éd. Lagarrigue (I.), coll. Sources Chrétiennes n° 176, Éditions du Cerf, Paris, 1971.
- Salvien de Marseille, Œuvres, vol. 2, éd. Lagarrigue (I.), coll. Sources Chrétiennes n° 220, Éditions du Cerf, Paris, 1975.

### Études sur l'auteur
- Barmann (L. F.), « Salvian of Marseilles Re-evaluated », Revue de l'Université d'Ottawa, 33, 1963, p. 79-97.
- Favez (Ch.), « La Gaule et les Gallo-Romains lors des invasions du Ve siècle d'après Salvien », Latomus, 16, 1957, p. 77-83.
- Thouvenot (R.), « Salvien et la ruine de l'Empire Romain », Mélanges d'archéologie et d'histoire de l'École française de Rome, 38, 1920, p. 145-163.